# Libeccio (cacciatorpediniere)
Il Libeccio è stato un cacciatorpediniere della Regia Marina.

## Storia
Nel 1937-1938 il Libeccio prese parte alla guerra civile spagnola: nel 1937, in particolare, il cacciatorpediniere, insieme ai tre gemelli ed a numerose altre unità, ebbe base a Tangeri, con il compito di controllare il traffico navale connesso alla guerra civile spagnola.
Nel 1939 la nave partecipò alle operazioni di sbarco in Albania nel corso dell'invasione dello stato balcanico (operazione «OMT», ossia «Oltremare Tirana»): il Libeccio, insieme a Grecale e Scirocco, fece parte del III Gruppo, al comando dell'ammiraglio Arturo Riccardi ed avente obiettivo Valona, composto dalle corazzate Giulio Cesare e Conte di Cavour, dal cacciatorpediniere Saetta, dalle torpediniere Cigno, Castore, Centauro e Climene, dal posamine Azio, dalla cisterna militare Isonzo e dal trasporto truppe Sannio.
Tra il 1939 ed il 1940 il Libeccio, al pari delle unità gemelle, venne sottoposto a lavori di modifica dell'armamento: vennero eliminate le due mitragliere singole Vickers-Terni 1917 da 40/39 mm e le due mitragliere binate da 13,2/76 mm, sostituite con sei più moderne mitragliere singole Breda da 20/65 mm, e furono inoltre imbarcati due scarica bombe di profondità.
Al momento dell'ingresso dell'Italia nel secondo conflitto mondiale, il 10 giugno 1940, il Libeccio formava la X Squadriglia Cacciatorpediniere unitamente ai gemelli Maestrale, Grecale e Scirocco. Tale formazione era assegnata alla II Divisione incrociatori, composta dagli incrociatori leggeri Giovanni delle Bande Nere e Bartolomeo Colleoni, in seno alla II Squadra navale, avente base a La Spezia.
Nel corso della guerra il cacciatorpediniere fu impiegato sia con le forze da battaglia, sia nell'attività della scorta ai convogli per il Nord Africa.
Lo stesso 10 giugno 1940 le quattro unità della X Squadriglia, insieme agli incrociatori pesanti della III Divisione (Pola, Trento e Bolzano), lasciarono Messina per la prima missione di guerra, una infruttuosa ricerca di unità nemiche.
Dal 2 al 4 luglio 1940 il Libeccio fu in mare insieme ai gemelli, agli incrociatori leggeri Bande Nere e Colleoni, alla I Divisione (incrociatori pesanti Zara, Fiume e Gorizia) ed alla IX Squadriglia Cacciatorpediniere (Alfieri, Oriani, Gioberti, Carducci) in funzione di scorta indiretta ad un convoglio in rientro dalla Libia (trasporti truppe Esperia e Victoria, scortati dalle torpediniere Procione, Orsa, Orione e Pegaso sulla rotta Tripoli-Napoli).
Il 6 luglio l'unità fece parte della scorta del primo grande convoglio per la Libia (operazione «TCM»): il convoglio, salpato da Napoli alle 19,45, era formato dai trasporti truppe Esperia e Calitea (con a bordo rispettivamente 1571 e 619 uomini) e dalle moderne motonavi merci Marco Foscarini, Vettor Pisani e Francesco Barbaro (che trasportavano complessivamente 232 veicoli, 5720 t di combustibili e lubrificanti e 10.445 t di altri materiali), con la scorta, oltre che delle quattro unità della X Squadriglia Cacciatorpediniere, anche degli incrociatori leggeri Bande Nere e Colleoni e della XIV Squadriglia Torpediniere (Procione, Orsa, Orione, Pegaso). Le navi arrivarono nella loro destinazione di Bengasi senza problemi, l'8 luglio.
Rientrata ad Augusta, la X Squadriglia ne ripartì per unirsi alle forze navali che parteciparono alla battaglia di Punta Stilo del 9 luglio, nella quale tuttavia questa formazione non ebbe un ruolo rilevante.
Il 27 luglio il Libeccio e le unità gemelle lasciarono Catania e si aggregarono alla scorta del convoglio da Napoli a Tripoli nel corso dell'operazione «Trasporto Veloce Lento» (mercantili Maria Eugenia, Gloriastella, Mauly, Bainsizza, Col di Lana, Francesco Barbaro e Città di Bari, partiti da Napoli alle 5.30 del 27 luglio con la scorta delle torpediniere Orsa, Procione, Orione e Pegaso): le navi giunsero a Tripoli indenni alle 9:45 del 1º agosto, dopo un infruttuoso attacco, alle due del pomeriggio del 30 luglio, una ventina di miglia a sud di Capo dell'Armi, da parte del sommergibile britannico Oswald, che fu poi affondato dal cacciatorpediniere Ugolino Vivaldi. I siluri, avvistati dal Grecale, mancarono la Col di Lana.

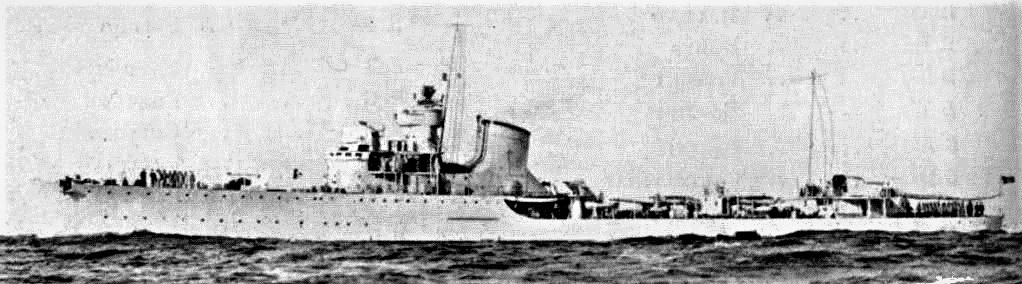
Il Libeccio in una fotografia del 1936.

Il 9 agosto 1940 il cacciatorpediniere, insieme ai tre gemelli, effettuò la posa di un campo minato al largo di Pantelleria.

Il Libeccio leggermente danneggiato dopo la notte di Taranto.

L'11 novembre il Libeccio si trovava nella base di Taranto. Nel corso dell'attacco aerosilurante britannico della notte successiva, una bomba colpì il cacciatorpediniere aprendo una grossa falla sulla fiancata sinistra, in corrispondenza del complesso binato da 120 mm, all'altezza della prima fila degli oblò (dunque ben al di sopra della linea di galleggiamento): l'ordigno non esplose, ed il Libeccio ne uscì quindi con danni molto lievi.
L'8 febbraio 1941 il cacciatorpediniere salpò da La Spezia insieme alle altre unità della X Squadriglia, alla XIII Squadriglia (Granatiere, Bersagliere, Fuciliere, Alpino) ed alle corazzate Vittorio Veneto, Cesare e Doria per intercettare la formazione britannica diretta a Genova per bombardare tale città; l'indomani la squadra italiana si congiunse alla III Divisione incrociatori (Trento, Trieste, Bolzano) che con i cacciatorpediniere Carabiniere e Corazziere era partita da Messina, ma non riuscì né ad impedire il bombardamento, né ad individuare le navi inglesi.
Il 14 aprile 1941 il Libeccio, mentre scortava un convoglio di cui faceva parte la turbonave Esperia, fu speronato da quest'ultima durante un'accostata (o forse una manovra per schivare siluri lanciati da un sommergibile avversario): nella collisione il cacciatorpediniere perse la poppa, dovendo rientrare a Palermo trainato dalla torpediniera Orione.
Le riparazioni si svolsero a Genova e Napoli, protraendosi sino ad agosto.

Nella mattinata dell'8 novembre 1941 il Libeccio, al comando del capitano di fregata Corrado Tagliamonte, salpò da Napoli per aggregarsi alla scorta del convoglio «Beta», noto anche come «Duisburg»: tale convoglio, formato dai trasporti Duisburg, San Marco, Sagitta, Maria, Rina Corrado, Conte di Misurata e Minatitlan (con a bordo in tutto 34.473 t di rifornimenti, 389 automezzi, 243 uomini) era diretto a Tripoli con la scorta dei cacciatorpediniere Maestrale, Grecale, Fulmine, Euro e Alfredo Oriani (cui si aggiungevano, come scorta indiretta, anche gli incrociatori pesanti Trento e Trieste ed i 4 cacciatorpediniere della XIII Squadriglia). I mercantili erano partiti da Napoli (Duisburg, San Marco, Maria, Minatitlan, Sagitta) e da Messina (Rina Corrado e Conte di Misurata) nelle prime ore del 7 novembre, per poi riunirsi e venire raggiunti dalle navi della scorta diretta, tra cui il Libeccio, alle 4.30 dell'8 novembre, a sud dello stretto di Messina. 

Il Libeccio, privo della poppa, durante i tentativi di rimorchio da parte dell'Euro.

 Alle 16:40 (secondo i rapporti italiani) o alle 13:55 (secondo quelli britannici) il convoglio venne avvistato da un ricognitore Martin Maryland decollato da Malta, e non attaccato dalla scorta aerea (otto velivoli italo-tedeschi permanentemente in volo sul cielo del convoglio), una quarantina di miglia ad est di Capo Spartivento calabro. Nella notte successiva il convoglio fu pertanto attaccato e distrutto dalla Forza K britannica (incrociatori leggeri Aurora e Penelope e cacciatorpediniere Lance e Lively): vennero affondati tutti i mercantili e il Fulmine, mentre il Grecale riportò gravi danni. Lo scontro si protrasse dalle 00:57 (ora di apertura del fuoco da parte delle unità britanniche, che avevano avvistato il convoglio alle 00:40) alle 2:06. All'inizio dello scontro il convoglio procedeva su due file, con in testa il Maestrale, i trasporti su due colonne (a dritta, nell'ordine, Duisburg, San Marco e Conte di Misurata, a sinistra, dietro il Maestrale, Minatitland, Maria e Sagitta; la settima unità, la Rina Corrado, procedeva più indietro, a metà strada tra le due colonne) ed il Grecale in coda; il Libeccio e l'Oriani proteggevano il lato sinistro del convoglio, l'Euro ed il Fulmine quello dritto.
All'inizio dello scontro il caposcorta, capitano di vascello Ugo Bisciani, imbarcato sul Maestrale, pensò che l'attacco inglese provenisse da sinistra, invece che da dritta (come invece era), pertanto, mentre l'Aurora cannoneggiava il Maestrale, Bisciani portò la sua nave a proravia del convoglio, a sinistra, stendendo cortine fumogene, ed ordinò a Libeccio ed Oriani di fare altrettanto: le due unità, pertanto, cercarono di coprire i mercantili con cortine fumogene, dopo di che, su ordine di Bisciani, si raggrupparono attorno al Maestrale. Poco dopo quest'ultimo ebbe l'antenna radio asportata da un colpo dell'Aurora, pertanto i rimanenti cacciatorpediniere rimasero senza ordini. Raggiunti dall'Euro, i tre cacciatorpediniere si ritirarono ad una decina di miglia ad est del convoglio per tentare di riorganizzarsi, quindi tornarono al contrattacco in maniera coordinata, aprendo il fuoco con le artiglierie, ma senza utilizzare i siluri, nel timore di colpire i mercantili. I quattro cacciatorpediniere, guidati dal Maestrale, stesero altre cortine fumogene e contrattaccarono più volte con le artiglierie, ogni volta che le unità britanniche diventavano visibili, ma senza riuscire ad impedire la totale distruzione del convoglio. In questo frangente il Libeccio venne colpito da un proiettile ma ebbe danni molto lievi, in quanto la granata attraversò lo scafo da parte a parte senza esplodere.
Terminato lo scontro, la nave fu la prima ad iniziare il recupero dei naufraghi, traendo in salvo circa 200 superstiti (in gran parte del Fulmine). Nel frattempo, però, era giunto sul posto il sommergibile britannico Upholder: il Libeccio, fermo per i soccorsi, era un bersaglio ideale e l'unità nemica lanciò contro di esso i suoi siluri.

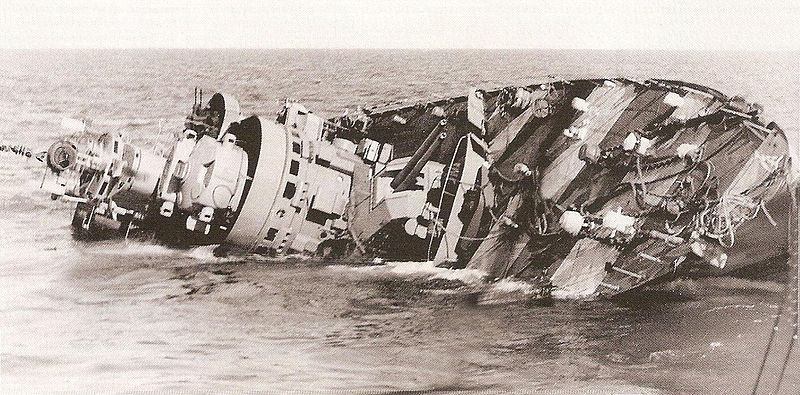
Il Libeccio in affondamento alle 11.15 del 9 novembre 1941.

 Alle 6:40 (o 6:48) del 9 novembre un siluro della'Upholder centrò il Libeccio. L'esplosione asportò la poppa, provocando numerose vittime tra naufraghi (portati proprio a poppa) e soccorritori, e lasciando la nave immobilizzata. In via di progressivo appoppamento, il Libeccio fu preso a rimorchio dall’Euro nel tentativo di salvarlo e portarlo verso le coste dell'Italia, ma fu del tutto inutile: le paratie, rimaste danneggiate, non impedirono infiltrazioni d'acqua, che compromisero la situazione della nave, portando ad un collasso delle strutture interne. L'Euro si affiancò al Libeccio per trasbordarne il personale, ed a quattro ore e mezza dal siluramento, abbandonato dall'equipaggio (tranne il comandante Tagliamonte, che, avendo deciso di affondare con la propria nave, era rimasto sull'aletta di plancia dopo aver preso commiato dall'equipaggio e criticato l'ammiraglio Bruno Brivonesi, comandante della scorta indiretta, che riteneva responsabile del disastro) il cacciatorpediniere, lentamente, s'immerse a poppa, si rovesciò sul lato di dritta e scomparve alle 11.18 (o 11.09) impennando la prua, nel punto 36°50' N e 18°10' E (o 37°10' N e 18°10' E).
I superstiti (fra i quali anche il comandante Tagliamonte, riportato in superficie da una bolla d'aria) furono recuperati dall'Euro stesso e dal Maestrale.
In tutto il Libeccio aveva svolto 59 missioni di guerra (8 con le forze da battaglia, 2 di posa mine, 2 di caccia antisommergibile, 8 di scorta convogli, 4 addestrative e 35 di trasferimento o di altro tipo), percorrendo 20.987 miglia e trascorrendo ai lavori 142 giorni. Fu la prima unità della classe Maestrale perduta in guerra.

### Comandanti
Capitano di fregata Enrico Simola (nato a Sassari il 24 giugno 1898) (10 giugno 1940 - agosto 1941)
Capitano di fregata Corrado Tagliamonte (nato a Noto il 1 novembre 1900) (agosto - 9 novembre 1941)